# Martin Trunz
Martin Trunz (2 maggio 1970) è un ex saltatore con gli sci svizzero.

## Biografia
In Coppa del Mondo esordì il 7 febbraio 1990 a Sankt Moritz (81°) e ottenne l'unico podio il 12 gennaio 1992 in Val di Fiemme (3°).
In carriera prese parte a due edizioni dei Giochi olimpici invernali, Albertville 1992 (41° nel trampolino normale, 31° nel trampolino lungo, 8° nella gara a squadre) e Lillehammer 1994 (40° nel trampolino normale, 51° nel trampolino lungo), a tre dei Campionati mondiali (5° nella gara a squadre a Thunder Bay 1995 il miglior piazzamento) e a due dei Mondiali di volo (6° a Harrachov 1992 il miglior piazzamento).

## Palmarès

### Coppa del Mondo
- Miglior piazzamento in classifica generale: 23º nel 1992
- 1 podio (a squadre):
  - 1 terzo posto